# Goma xantana
La goma xantana o  xantana (GX) és un ecopolisacàrid produït per un grup bacteri gramnegatius entre els quals trobem el bacteri Xanthomonas campestris  B-1459. La xantana, gràcies a les seves particulars característiques fisicoquímiques té multitud d'aplicacions per a la industria i és especialment utilitzada en els sectors: alimentari, mèdic, tèxtils i petroler.

## Característiques
L'aspecte físic de la xantana és la d'una pols de color crema que es dissol fàcilment en aigua calenta o freda i produeix solucions de viscositat relativament alta a concentracions baixes. A més a més, té certes propietats que la fan única com el fet de no ser tòxica, ser soluble en aigua, biodegradable, biocompatible, tèrmicament estable, i estable en condicions tant alcalines com àcides. L'alta solubilitat tant en aigua freda com en calenta està asociada a la dissociació del polímer i l'alliberament d'electròlits a la solució aquosa.
La viscositat és alta en un interval ampli de concentracions i les solucions són estables en un rang ampli de pH, concentració de sals i temperatures. Aquestes característiques són molt favorables per poder rebaixar els preus dels diferents processos en els que s'empra, sovint com a espessants.

## Història
El descobriment de la xantana va ser el resultat d'un programa de recerca sistemàtica o screening iniciat pel departament d'agricultura dels EUA com a conseqüència de l'èxit comercial del dextrà a la dècada de 1940. El departament va iniciar un programa exhaustiu de recerca de microorganismes capaços de produir polisacàrids solubles en aigua en cultius submergits. Com a conseqüència va ser descoberta la goma Xantana per Allene Rosalind Jeanes i el seu equipo d'investigació a la dècada de 1950 als laboratoris del Northern Regional Research Laboratories (NRRL) del departament d'agricultura dels Estats Units.
Durant la dècada de 1960 es va dur a terme una extensa investigació en diferents laboratoris industrials, això va impulsar la producció semicomercial de GX amb el sobrenom de Kelzanl per la empresa Kelcol. Però no va ser fins a l'any 1964 que s'inicia la producció comercial de la GX. Actualment, els principals productors de xantana són Merck i Pfizer als EUA, Rhoine Poulenc i Sanofi-Elf a França i Jungbunzlauer a Àustria.
L'aprovació de la FDA l'any 1969 com a polímer no tòxic i segur va permetre l'ús de la xantana com a espessant i estabilitzador en molts productes alimentaris. Actualmente, s'estima una producció anual de GX de 30.000 tones.
La xantana es va convertir en el primer producte biopolímer d'una fermentació a base de sucre de blat de moro que va tenir importància comercial. Arran del seu èxit van començar a estudiar altres polisacàrids microbians, però avui la xantana és el que té un volum de producció i rang d'aplicacions més elevat.

## Estructura

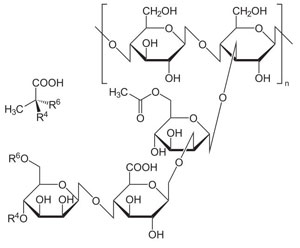
Estructura de la goma xantana.

És un polisacàrid format per unitats repedites de cel·lobiosa i cadenes laterals que consisteixen en una D-manosa interna que està acetilada, un D- àcid glucurònic i una D- manosa terminal unida a piruvat. La GX té molts grups funcionals com grups carboxílics i hidroxils que poden ser modificats per millorar les seves propietats fisicoquímiques. El seu pes molecular és de 241.112 g/mol. No obstant això, aquest pot variar depenent de les condicions de fermentació que s' usen en la seva producció.

## Propietats
Les propietats de la solució de GX depenen fortament de la seva estructura química, tipus de sal present al medi, pH i temperatura, es pot dissoldre tant en aigua freda com calenta.
| Contingut              | Minimo | Màxim |
| ---------------------- | ------ | ----- |
| Viscositat (cP)        | 13     | 35    |
| Humitat (%)            | 8      | 15    |
| Cendra (%)             | 7      | 12    |
| Nitrogen (%)           | 0.3    | 1     |
| Residus d'acetat (%)   | 1.9    | 6     |
| Residus de piruvat (%) | 1      | 5.7   |

## Aplicacions

### Aliments

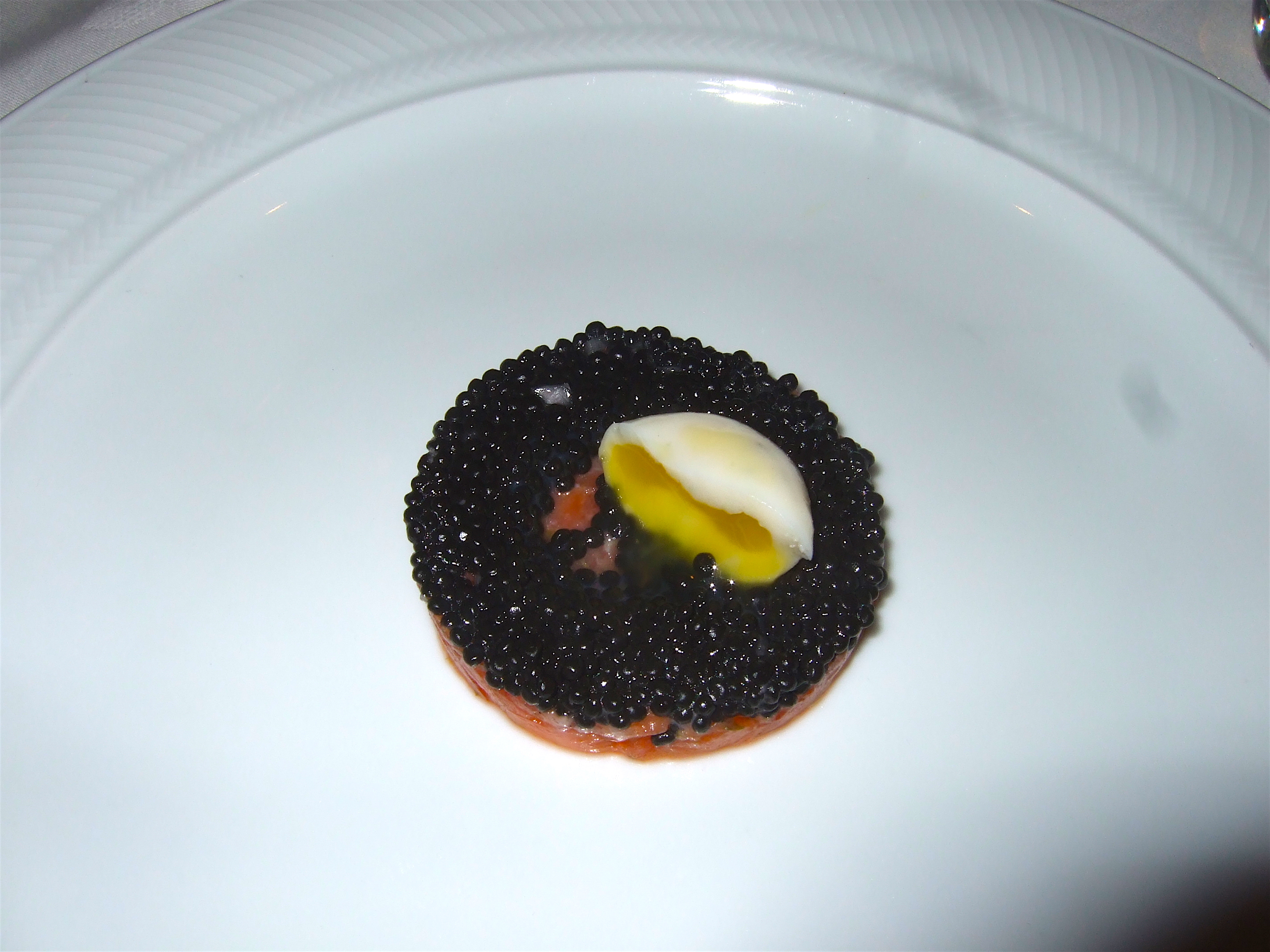
Caviar d'avruga, aliment on s'utilitza la goma xantana per donar-li estabilitat

La GX s'afegeix als aliments per estabilitzar el comportament reològic del producte final, ajuda a millorar la textura i l'aparença dels mateixos, així com donar estabilitat. En begudes s' utilitza com a espessant quan aquestes tenen polpa de fruita i ajuda a mantenir la suspensió donant-li millor cos i aparença. Per als amaniments també és utilitzada perquè proporciona estabilitat a l'emulsió per períodes de fins a un any i per mantenir-lo a la part superior de l'amanida. En productes làctics es fa servir com a estabilitzants per a gelats, sorbets i llets xocolatades i en formatges untables millora la consistència.
En la indústria fornera, s' utilitza principalment per augmentar la retenció d' aigua durant la fornada i l'emmagatzematge estenent el temps de vida dels productes i de les masses refrigerades. Fins i tot pot ser utilitzat com a substitut de l'ou, fent-lo apte perquè el consumeixin les persones amb una dieta vegana. És utilitzat com a substitut del gluten, ja que proporciona elasticitat i textura característiques de les mescles amb gluten, fent-lo apte per al consum de persones amb celiaquia. Pel seu caràcter pseudoplàstic en solució, deixa una sensació menys grumosa a la boca que les solucions amb comportament newtonià.

### Indústria farmacèutica
En la indústria farmacèutica es fa servir com a agent suspensor, estabilitzant i emulsionant. És capaç de formar gels no transparents, blanquinosos i translúcids, també es fa servir per realitzar la matriu de comprimits d' alliberament sostingut, per retardar l'absorció dels principis actius en col·liris i per mantenir en suspensió els antibiòtics o altres fàrmacs, per aconseguir formulacions de dosificació uniforme o estabilitzar cremes que contenen fàrmacs.

### Indústria cosmètica
Es pot afegir a productes d' higiene personal com cremes, locions, maquillatges, productes capil·lars o dentífrics perquè deixen una bona sensació quan estan en contacte amb la pell durant i després de l'aplicació.

### Agricultura
En les aplicacions agrícoles la GX es fa servir com a agent de suspensió o espessant. S' utilitza per millorar l'eficiència de fungicides, herbicides i insecticides en suspendre uniformement els components sòlids de les formulacions en sistemes aquosos o en estabilitzar emulsions i sistemes multifàsics líquids.

### Altres usos
S'utilitza en la conservació i restauració com a hidrogel, pot ser aplicat en superfícies lleugerament sensibles a l'aigua per retirar materials hidrosolubles com alguns adhesius.
La GX per a perforació petroliera pot millorar la taxa d' extracció de petroli i el factor d' utilització dels recursos naturals. Igualment, pot fer més viscosa l'aigua dolça i fluids a base de salmorra utilitzats per a la perforació, fresat, eixamplament, i operacions d' empacat de grava. També, pot suspendre els agents i agreujar els materials en sistemes d' aigua dolça i salmorra.

## Mecanisme de producció a nivell bacterià

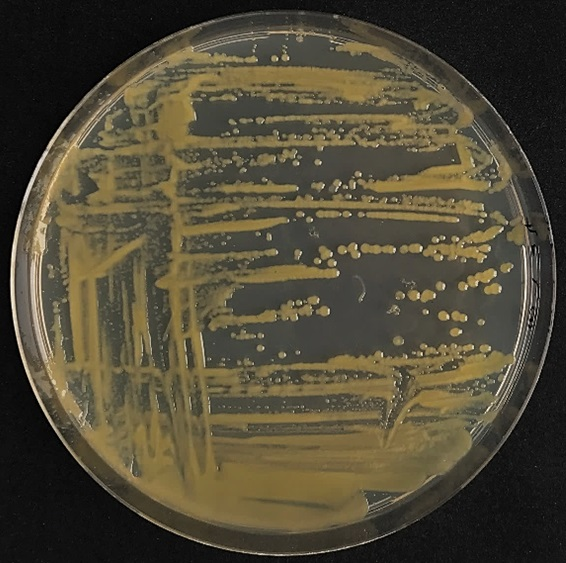
Colonies de la soca de Xanthomonas campestris

La producció de GX es dona com a metabòlit secundari, pel fet que el bacteri per adaptar-se a condicions ambientals difícils produeix biofilms com a estratègia de defensa. Aquesta característica és un mètode d'agregació essencial en què una matriu semblant a un gel envolta les cèl·lules microbianes. El biofilm s'acumula en el 95% de l'aigua, els microorganismes i les substàncies polimèriques extracel·lulars (EPS). La composició de l'EPS depèn principalment de les condicions en què es formen, però normalment constitueix polisacàrids, proteïnes i àcids nucleics. Entre aquests polisacàrids de biofilm hi trobem la GX.
La GX és un producte de fermentació dels bacteris gramnegatius del gènere Xanthomonas. Tots els bacteris d'aquest gènere es coneixen com a patògens vegetals. La major part es produïda per la soca Xanthomonas campestris. Aquestes cèl·lules es presenten com a bastons rectes i són mòbils a causa d'un únic flagel polar. A més, són aerobis obligats, quimioorganotròfics i creen colònies grogues, llises i denses.

## Producció a nivell industrial
A nivell de producció industrial, la soca Xanthomonas es cultiva primer en un fermentador ben airejat i amb agitació contínua. Per la seva banda, el medi està proveït d'una font de carboni, com ara glucosa, una font de nitrogen i sals nutritives, ja que el rendiment de la GX depèn de les condicions operatives i ambientals. Mentre que el creixement de les cèl·lules bacterianes depèn del tipus de fermentador, el mode d'operació i la concentració d'oxigen dissolt.
En finalitzar el procés de fermentació, el medi de producció conté la GX produïda, residus microbians i molts altres agents químics. Primer s'eliminen les cèl·lules bacterianes, ja sigui per tractament tèrmic o per altres mètodes com la centrifugació o la filtració. La precipitació es fa emprant una purificació posterior utilitzant dissolvents orgànics com etanol, isopropanol i acetona, amb l'addició de determinades sals i ajustaments de pH. Després de la precipitació, el producte es deshidrata, s'asseca i s'envasa mecànicament.
Les fonts de carboni que s'utilitzen són econòmiques i diverses, com la sacarosa, la melassa de canya de sucre, mentre que com a font de nitrogen s'utilitza el sèrum de llet.
Cal una proporció elevada de carboni a nitrogen per a la conversió eficient de les fonts de carboni a la producció de polisacàrids necessària. Majoritàriament es prefereix el cultiu per lots amb medis complexos per a una producció eficient de goma. El pH cau durant el procés de fermentació a causa de la formació d'àcids orgànics. Cal controlar el medi de fermentació al pH òptim de 7,0, una caiguda del pH per sota de 5,0 redueix dràsticament la formació de goma, de manera que utilitzar un tampó o addició de base durant el procés ajuda a mantenir el pH.

## Modificacions de la goma xantana
Sí bé els polisacàrids són materials orgànics amb molts beneficis, també tenen inconvenients com un grau incontrolat de gruix, hidratació, alta viscositat, atac microbià i freqüència de dissolució lenta, per la qual cosa es poden fer modificacions per evitar aquestes dificultats.
Hi ha 4 grans grups de modificacions de la GX: modificacions enzimàtiques, modificacions físiques, modificacions químiques i modificacions genètiques.

### Modificacions enzimàtiques
Per a aquest tipus de modificacions s'utilitzen enzims específics (sols o en combinació), els quals catalitzen la reacció de despolimerització de la GX sota condicions industrials determinades. El principal objectiu d'aquestes reaccions és trencar la cadena principal de polisacàrids específics, perquè canviï la seva viscositat i disminueixi el pes molecular.  A causa de la seva estabilitat, la GX no es degrada fàcilment per l'acció de microorganims, existeixen alguns estudis fets en bacteris que avalen que algunes espècies son capaces de realitzar la reacció de despolimerització, però, es va demostrar que depèn en gran manera de la composició molecular, la força iònica, el pH i la temperatura de la GX. Alguns dels enzims que es poden utilitzar per a aquest tipus de modificació són la X-liasa, la xantanasa, la cel·lulosa, la manosidasa, l'acetilesterasa i la glucosidasa. Un dels benefics d' utilitzar enzims és que s' obtenen alteracions altament específiques que en conseqüència, produeixen nous polímers amb característiques innovadores.

#### Xantan liasa
Aquest grup d'enzims exolítics ataquen la cadena lateral i com a resultat es produeix la degradació dels enllaços entre les molècules de GX. La viscositat de la solució disminueix considerablement. El trencament de la cadena lateral, facilita l'accés a la cadena principal de GX, permetent que altres enzims accedeixin a aquesta última cadena per degradar-la posteriorment.

#### Endoxantanasa
Aquests enzims catalitzen la hidròlisi de la cadena principal de GX, col·locant un grup hidroxil per promoure la seva ruptura. L' activitat enzimàtica es va analitzar utilitzant Microbacterium sp. i Paenibacillus sp.

#### Cel·lulases
Les cel·luloses tenen la capacitat de disminuir la viscositat de solucions amb GX i també són capaces de donar estabilitat a la barreja. Aquest grup d' enzims está conformat per endo- gluconasa, exo- gluconasa, hemicel·lulosa, cel·lulosa i glucosidasa cel·luloses, les quals hidrolitzen els enllaços glucosídics de la GX per produir oligosacàrids de xantana de baix pes molecular. El mecanisme d' acció de l'enzim cel·lulós és molt similar al de les endo- xantanases perquè ambdues modifiquen estructuralment la cadena principal de la molècula generant compostos de menor pes molecular.

#### Acetil esterasa
Aquest enzim promou la reacció entre els grups d'alcohol i acetat de la GX, modificant la seva cadena lateral mitjançant l'eliminació dels grups acetil, ampliant la seva estructura. Se sol utilitzar el tractament alcalí per eliminar aquests grups funcionals, però, arriba a causar danys considerables sobre la cadena principal, per la qual cosa el seu ús continua sent objecte d'investigació.

### Modificacions fisiques
Hi ha molts mètodes físics per a la modificació de la GX, molts amb beneficis d'alta eficàcia, rapidesa, ecològiques i barates, com ara la sonicació, la radiació i el tractament d'alta pressió.

#### Sonicació
L'ús del tractament ultrasònic d'alta potència a les diferents concentracions de polisacàrids pot conduir a la degradació. A més, ha reduït el cost de producció, el temps de processament, el consum d'energia i és respectuós amb el medi ambient.

#### Radiació
La radiació d'ultrasons millora significativament els processos industrials alimentaris dels polisacàrids alterant la naturalesa, la textura i l'estructura del polímer, implica ones sonores que es troben en el rang de> 20 kHz.

#### Tractament d'alta pressió
La coagulació dels biopolímers alimentaris es pot veure influïda o promoguda pel tractament a pressió que sol incloure 100-1000 MPa de pressió per aconseguir l'esterilització i alteració dels aliments.

#### Recuit
El procés de recuit és un mètode eficaç utilitzat per a la reorganització de les cadenes moleculars i té l'avantatge d'augmentar la cristal·lització dels materials. A més, el procés de recuit proporciona proves teòriques de la millora del material mitjançant el desenvolupament de la seva estabilitat tèrmica i propietats mecàniques.

### Modificacions quimiques
S'han reportat diferents tractaments químics per modificar XG, utilitzant hidròxid de potassi i sodi, àcid trifluoroacètic (TFA), àcid tricloroacètic (TCA), àcid clorhídric (HCl) i peròxid d'hidrogen (H2O2) per eliminar els grups acetil i piruvilo de XG.

#### Acetilació i piruvació
L'acetilació és una forma d'alteració química que substitueix la molècula de glucosa (grups hidroxil) per residus d'acetil i condueix a l'estructura alterada del polímer. Aquestes modificacions s'aconsegueixen mitjançant l'hidròxid de sodi i l'anhídrid acètic, a més, l'XG acetilat amb diferents graus de substitució va exercir diverses funcions com a agent de textura, formació de pel·lícula, adhesiu, espessidor, lligant i estabilitzant.

#### Modificació catiònica
L'addició de cations contribueix severament a la naturalesa de ordre-desordre de GX i els seus actius de producció. La contracció de les cadenes de la goma té lloc a una concentració baixa de cations que disminueix la viscositat de la solució. La reologia del gel de XG es converteix en newtoniana flotant a causa de la transició d'ordre-desordre, i es basa en l'absorció de polímer i sal, i la forma dels anions en la solució.

#### Empelt i reticulació
La reticulació mostra un paper vivaç en el desenvolupament d'hidrogel estructurat, mentre que podria inhibir la suspensió en el medi aquós. Així, els hidrogels XG es produeixen normalment mitjançant tècniques de reticulació tant físiques com químiques en l'existència de diversos constituents polimèrics sintètics i naturals. Els gels permanents o hidrogels termoestables solen estar reticulats químicament, per tant, els enllaços de polímers s'uneixen de manera covalent i mostren resistència als canvis a través dels efectes externs. L'empelt és un nou procediment per alterar les característiques dels polímers naturals i sintètics. En aquest mètode, les cadenes monomèriques s'uneixen de manera covalent, mentre que la massa estèrica i hidròfoba protegeix notablement la cadena principal i el mitjà d'hidrats de carboni.

#### Eterificació i esterificació
La GX eterificat químicament també es va utilitzar com a material XG modificat en el qual l'O-carboximetil XG és el material més comú i àmpliament investigat. Aquest mètode és molt senzill i requereix productes químics com l'àcid monocloroacètic i el NaOH. La substitució d'O-carboximetil varia de manera coherent amb una proporció XG de 0,5 a 3,0: àcid cloroacètic. Després de la modificació de XG a partir d'aquest mètode d'eterificació, el Mw, la viscositat i el mòdul elàstic es redueixen, fet que la fa més hidròfil i millora les seves aplicacions.

### Modificacions genètiques
La GX generalment es produeix a partir de la soca de xantomones de tipus salvatge, que és una soca molt complicat i àrdua, però amb les modificacions genètiques de la soca, es podria produir GX amb unitats repetides uniformement distribuïdes i la substitució desitjada dels continguts d'acetil o piruvil. A més que també serveix per obtenir un major rendiment de GX.

## Eliminació de la goma xantana
La goma xantana en general es considera no biodegradable a causa de la seva conformació i monòmers no típics. És per això que s'han desenvolupat moltes tècniques de degradació i biodegradació de la GX. Els mètodes físics inclouen ultrasons, radiació, tractament químic i temperatures elevades. Els mètodes biològics están basats en extractes bruts de microorganismes o sistemes de cèl·lules vives.
El mètode ultrasònic és el més ecològic, ràpid i eficaç, a més es el que genera menys subproductes tòxics entre tots els mètodes de degradació física de la GX.
En el medi natural, els microorganismes que degraden la GX són rars a causa dels enllaços covalents no típics entre els monòmers de sucre. No obstant, hi ha algunes especies de bacteris que poden degradar la goma xantana. Entre elles les soques identificades com a Bacillus sp. 13–4 i la xantana liasa, les quals catalitzen les reaccions d’escissió només a les cadenes laterals de la GX.